# Brebeneskul-See
Der Brebeneskul-See (ukrainisch Бребенескул (озеро), russisch Бребенескуль (озеро), polnisch Brebeneskuł (jezioro)) ist ein Bergsee in den Waldkarpaten.
Der Brebeneskul-See liegt in den „Schwarzen Bergen“ zwischen dem 2038 m hohen Brebeneskul und dem 2016 m hohen Hutyn Tomnatyk auf einer Höhe von 1801 m und ist somit der höchstgelegene See der Ukraine.

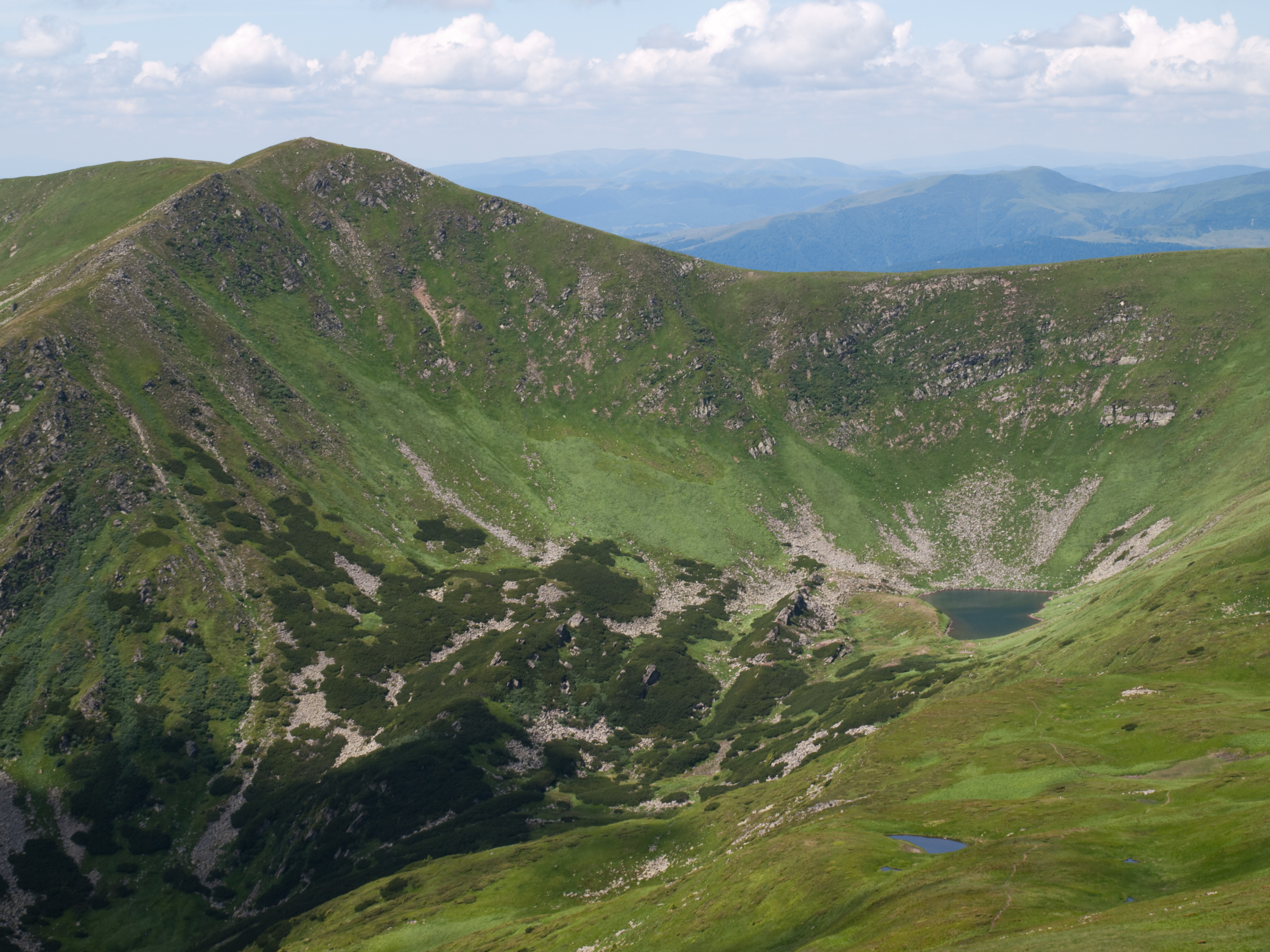
Der Brebeneskul-See mit dem Hutyn Tomnatyk

Der Brebeneskul-See ist bis zu 2,8 m tief und hat eine ovalförmige Oberfläche von 0,61 ha. Der See im Biosphärenreservat Karpaten speist sich vorwiegend aus Regen- und Grundwasser. Das Wasser ist klar und niedrige mineralisiert.
Vom See fließt der 11 Kilometer lange Brebeneskul-Bach ab, der über den Howerla-Bach zur Theiß fließt. Der Bach bildet kleine Wasserfälle, hat ein Einzugsgebiet von 30,8 km² und ein Gefälle von 100 m/ km.